# Nejbet
Nejbet “La de Nejeb”, diosa protectora, en los nacimientos y en las guerras, según la mitología egipcia. 

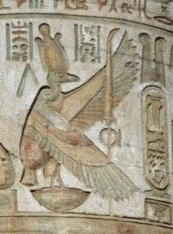
Nejbet. Templo de Kom Ombo.

- Nombre egipcio: Nejbet. Deidad griega: Ilitía.

## Iconografía
Tiene apariencia de buitre blanco, con las alas en reposo, con el hedyet, la Corona Blanca del Alto Egipto. Algunas veces como mujer, con una flor de loto, una cobra, el anj, y la Corona Blanca. Como diosa guerrera, sujetando unas flechas. A veces como una maternal vaca.

## Mitología

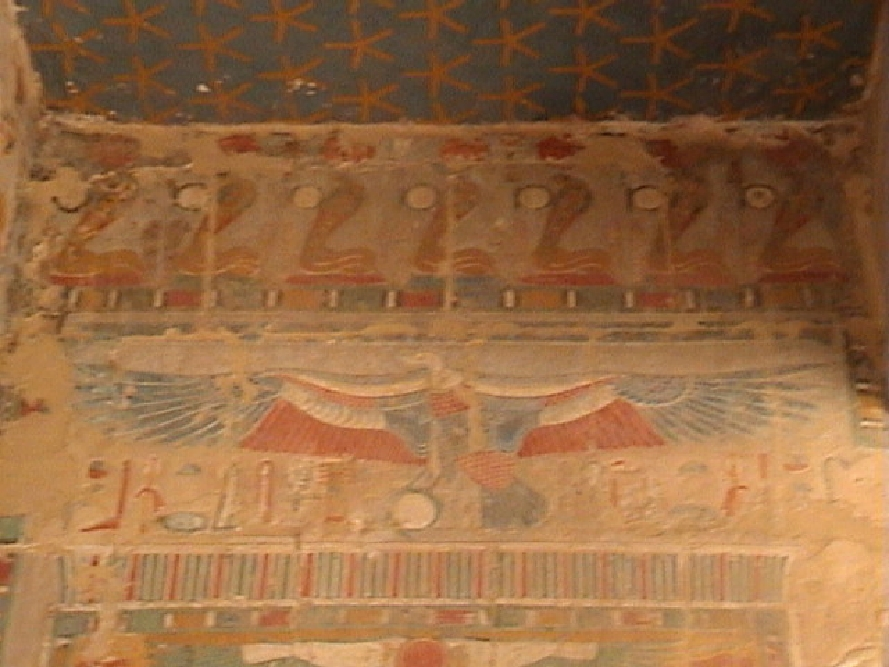
Nejbet. Templo de Deir el Bahari.

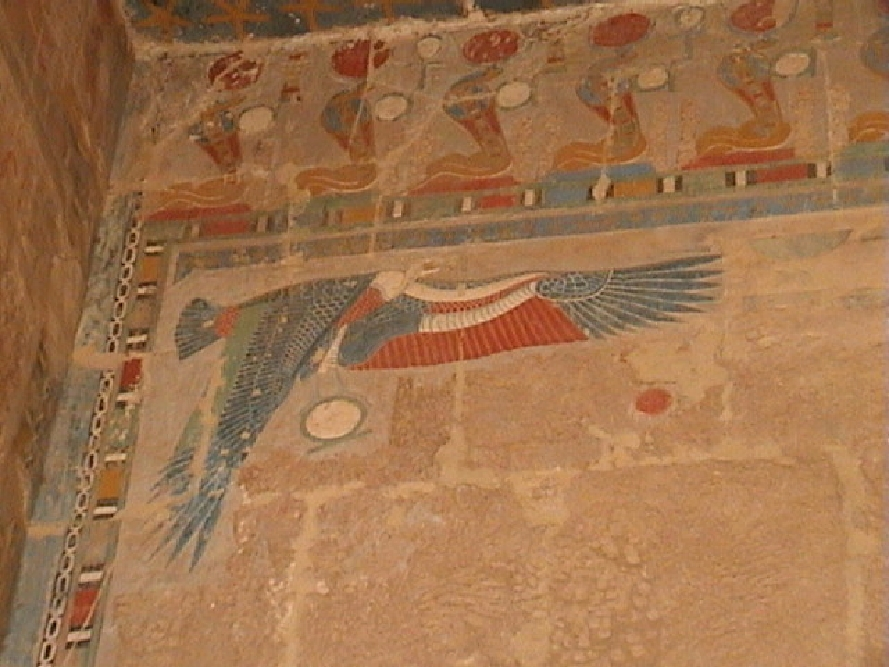
Nejbet. Templo de Deir el Bahari.

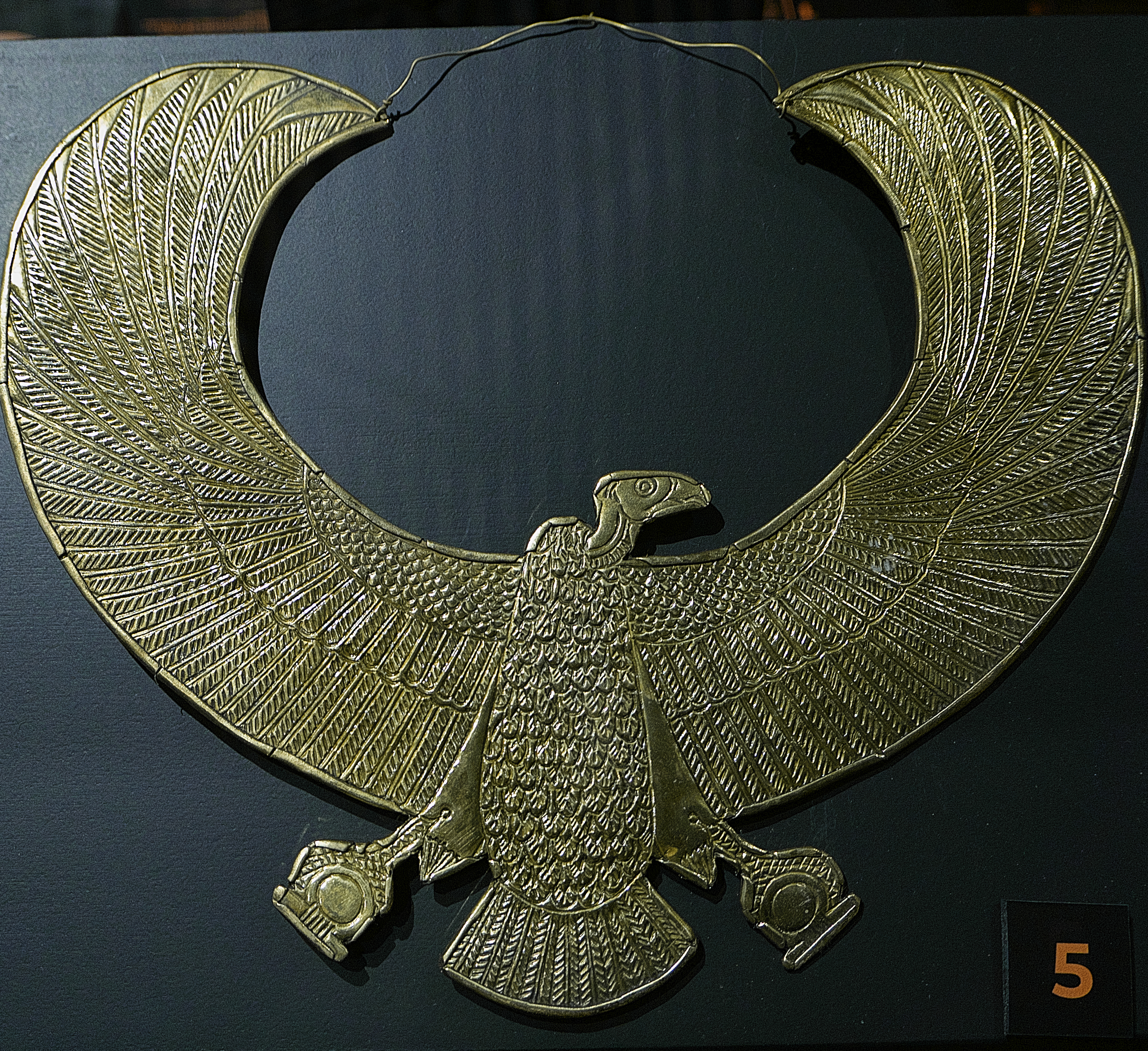
Collar de oro (réplica), Museo Egipcio de El Cairo

Diosa protectora del Alto Egipto, y del nacimiento de los dioses. También da protección al faraón durante el nacimiento, la coronación, las fiestas de jubileo y en las batallas.
Diosa poderosa y temible que se sitúa, junto a Uadyet, sobre la cabeza de Ra, o del faraón, para defenderlos, escupiendo fuego y aniquilando a todo el que estime dañino. 
Fue también una diosa demiurgo que, en los Textos de las Pirámides, establece la creación con siete palabras (de un modo similar al de Neit). 

## Epítetos
Se la denominó “La de Nejeb”, “La Blanca de Nejeb”, “Corona Blanca”, “Señora de Per Ur”, “Madre del Sol”, “Hija de Ra”, “Señora de los uadis desérticos”. 

## Culto
Es una diosa originaria de Nejab (Ilitiáspolis, El-Kab), venerada desde la época predinástica. Tenía su santuario en Edfu. Fue diosa nacional y patrona de Nejen (Hieracómpolis, Kom el-Ahmar), la capital del Alto Egipto.

## Nombres teóforos
Figuraba en la títulatura real, como Señora representante del Alto Egipto, junto a la diosa Uadyet del Bajo Egipto, denominándolas Nebty "Las Dos Señoras", significando que el faraón estaba bajo su protección.
|  |

|  |

|  |

|  |

|  |

|  |

|  |

|  |

|  |

|  |

|  |

|  |

|  |

|  |

|  |

|  |